# Lesdain (Nord)
Lesdain és un municipi francès, situat a la regió dels Alts de França, al departament del Nord. L'any 2006 tenia 390 habitants.

## Demografia
| 1962                                       | 1968 | 1975 | 1982 | 1990 | 1999 | 2006 |
| ------------------------------------------ | ---- | ---- | ---- | ---- | ---- | ---- |
| 430                                        | 440  | 426  | 448  | 437  | 422  | 390  |
| Des de 1962: població sense dobles comptes |      |      |      |      |      |      |

## Administració
| Període | Identitat             | Partit |
| ------- | --------------------- | ------ |
| 2001-   | Jean-François Plateau | PS     |